# 634 (tal)
634 är det naturliga heltal som följer 633 och följs av 635.

## Matematiska egenskaper
- 634 är ett jämnt tal.
- 634 är ett semiprimtal[1].
- 634 är ett sammansatt tal.

## Inom vetenskapen
- 634 Ute, en asteroid.